# جمهورية كرواتيا الاشتراكية
كانت جمهورية كرواتيا الاشتراكية (بالكرواتية: Socijalistička Republika Hrvatska)‏، هي إحدى الدول المكونة لجمهورية يوغوسلافيا الاتحادية الاشتراكية، وتعتبر كرواتيا الحالية استمراراً مباشراً لها بموجب الدستور.
تشكلت جمهورية كرواتيا خلال الحرب العالمية الثانية إلى جانب خمس جمهوريات أخرى تابعة ليوغوسلافيا الاتحادية، وأصبحت جمهورية اشتراكية بعد الحرب، أُطلِق عليها أربعة أسماء رسمية مختلفة خلال فترة وجودها التي دامت 48 عامًا، وكانت ثاني أكبر جمهورية في يوغوسلافيا من حيث المساحة وعدد السكان بعد جمهورية صربيا الاشتراكية.
حلت الحكومة نظام الحزب الواحد الحاكم –الذي أقرته رابطة شيوعي يوغوسلافيا– وتبنت بعدها سياسة ديمقراطية متعددة الأحزاب في عام 1990. أعلنت الحكومة الاستقلال بعد انتخاب حكومة فرانيو تودجمان، وانفصلت بعدها رسميًا عن يوغوسلافيا في عام 1991، شكل هذا الانفصال واحداً من أهم أسباب تفكك جمهورية يوغوسلافيا.

## الأسماء
أصبحت كرواتيا جزءًا من الاتحاد اليوغوسلافي في عام 1943، بعد الجلسة الثانية لمجلس التحرير الشعبي لمكافحة الفاشية في يوغوسلافيا، من خلال اعتماد قرارات مجلس الدولة المناهض للفاشية من أجل التحرير الوطني في كرواتيا (هيئة المشورة الكرواتية في زمن الحرب). نشأت دولة كرواتيا الاتحادية بشكل رسمي في 9 مايو 1944، خلال الجلسة الثالثة لمجلس الدولة المناهض للفاشية من أجل التحرير الوطني لكرواتيا. سميت يوغوسلافيا فيما بعد يوغوسلافيا الاتحادية الديمقراطية ولم تكن دولة اشتراكية أو حتى جمهورية تبعًا للدستور، وبعد نهاية الحرب وتسوية هذه القضايا، أصبحت يوغوسلافيا الاتحادية الديمقراطية جمهورية يوغوسلافيا الاتحادية الشعبية، أي جمهورية اشتراكية، وأصبحت دولة كرواتيا الاتحادية جمهورية كرواتيا الشعبية.
تغير اسم جمهورية يوغوسلافيا الاتحادية الشعبية إلى جمهورية يوغوسلافيا الاتحادية الاشتراكية في 7 أبريل 1963. دفع الخلاف بين تيتو وستالين في عام 1948 إلى تخلي يوغوسلافيا (وبالتالي كرواتيا) عن الستالينية بالتدريج. وكما يوغوسلافيا، تغير اسم جمهورية كرواتيا الشعبية، ليصبح جمهورية كرواتيا الاشتراكية في عام 1963.
اعتمدت البلاد دستورًا جديدًا في 22 ديسمبر 1990، تغير بموجبه اسم جمهورية كرواتيا الاشتراكية إلى جمهورية كرواتيا. ونالت كرواتيا استقلالها في 25 يونيو عام 1991 بموجب هذا الدستور.[بحاجة لمصدر]

## التأسيس

### الحرب العالمية الثانية
لم يحظ جيش التحرير اليوغوسلافي بدعم كبير من الكروات في السنوات الأولى من الحرب، باستثناء الموجودين في منطقة دالماتيا، وتشكل معظمه من الصرب الكرواتيين. بدأ الكروات في الانضمام إلى جيش التحرير الوطني بأعداد أكبر في عام 1943، وازداد عددهم بشكل ملحوظ، ليشكوا 61٪ من أفراده عام 1944، بينما شكل الصرب 28٪؛ وشكلت الأعراق الأخرى نسبة 11٪ المتبقية.
أسس جيش التحرير الكرواتي مجلس الدولة المناهض للفاشية من أجل التحرير الوطني لكرواتيا في 13 يونيو من عام 1943 في أوتوتشاك ليكا، وهو هيئة تشريعية تابعة لجمهورية كرواتيا المستقبلية داخل يوغوسلافيا، كان فلاديمير نازور أول رئيس لها. تمتع كل من جيش التحرير الوطني في كرواتيا وسلوفينيا ومقدونيا بالحكم الذاتي، ولكنهم خضعوا لحكم القيادة العليا للجيش اليوغوسلافي في 1 مارس عام 1945، وفقدوا بعدها استقلاليتهم. لم يتمتع الجيش الوطني في صربيا والبوسنة والهرسك بمثل هذا الاستقلال الذاتي أبداً.
وبسب انتصارات الجيش الوطني وزيادة الأراضي التي يفرض سيطرته عليها، قرر مجلس التحرير الشعبي لمكافحة الفاشية في يوغوسلافيا عقد جلسته الثانية في مدينة يايتشي في نهاية نوفمبر لعام 1943. قررت القيادة الشيوعية اليوغوسلافية في تلك الجلسة إعادة تأسيس يوغوسلافيا كدولة اتحادية.

### التكوين
عقدت الجمعية التأسيسية اليوغوسلافية جلسة جديدة في 29 نوفمبر 1945، قررت فيها أن يوغوسلافيا الاتحادية تتكون من ست جمهوريات هي: سلوفينيا، وكرواتيا، والبوسنة والهرسك، والجبل الأسود، وصربيا، ومقدونيا. وبدأ الحزب الشيوعي بعد فترة وجيزة بمقاضاة أولئك الذين عارضوا نظام الحزب الشيوعي الواحد. أصدرت الجمعية التأسيسية دستور جمهورية يوغوسلافيا الاتحادية الشعبية في 30 يناير 1946. كانت كرواتيا آخر الجمهوريات التي وضعت دستورها. اعتُمد دستور جمهورية كرواتيا الشعبية من قبل البرلمان التأسيسي لجمهورية كرواتيا الشعبية في 18 يناير 1947.
حظيت الجمهوريات آنفة الذكر باستقلال ذاتي رسمي فقط، في الحقيقة كانت يوغوسلافيا الشيوعية دولة ذات حكم مركزي بشكل مماثل للنموذج السوفيتي. شغل مسؤولو الحزب الشيوعي مناصب حكومية، وكانت اللجنة المركزية للحزب أعلى جهاز في الدولة وفقًا للقانون، ومع ذلك تولى المكتب السياسي مهمة اتخاذ القرارات الرئيسية. وكانت حكومات الجمهوريات مجرد أداة ضمن آلية الموافقة على قرارات المكتب السياسي.

### الانتخابات
خاض الشيوعيون بعد انتهاء الحرب صراعًا على السلطة مع المعارضة التي دعمت الملك بيتر، وكان زعيمها ميلان غرول. عارض ميلان فكرة الدولة الفيدرالية، ورفض حقوق سكان الجبل الأسود والمقدونيين بالاستقلال، واعتبر أن الاتفاق بين تيتو وإيفان شوباشيتش بمثابة ضمان لحقوق المعارضة بالحصول على نصف مقاعد الوزراء في الحكومة الجديدة.  انقسم حزب الفلاحين الكرواتي الذي كان جزءًا من المعارضة إلى ثلاثة فروع: دعم الفرع الأول حركة أوستاشا، ودعم الآخر الشيوعيين، بينما دعم الثالث فلادكو ماتشيك. حصل الشيوعيون على الأغلبية الساحقة في البرلمان وسيطروا على الجيش، تاركين المعارضة بدون أي سلطة حقيقية. حاول شوباشيتش توحيد حزب الفلاحين الكرواتي مرة أخرى، معتمدًا في ذلك على أنصاره داخل الحزب، واعتقد أنه سيشكل بتوحيده قوة سياسية رئيسية في البلاد. انشق حزب الفلاحين الجمهوري الكرواتي عن حزب الفلاحين الكرواتي، وحاول دخول الجبهة الشعبية، وهي منظمة فوق سياسية يسيطر عليها الحزب الشيوعي اليوغوسلافي. عرف شوباشيتش أن هذا من شأنه أن يضع حزب الفلاحين الكرواتي تحت سيطرة الشيوعيين، وأنهى المفاوضات حول التوحيد.
حاولت أحزاب المعارضة أن تتحد مع الحزب الصربي الراديكالي والأحزاب الأخرى أثناء الحملة الانتخابية، ولكن حال تدخل الشيوعيين دون نجاح هذه الخطط وأدى إلى إخفاقها جميعًا. استقال غرول في 20 أغسطس 1945 واتهم الشيوعيين بخرق اتفاقية تيتو-شوباشيتش. أُجبَر بعدها شوباشيتش على الاستقالة في نهاية أكتوبر، وأنهى بذلك اتفاقه مع تيتو. سرعان ما فاز الشيوعيون في الانتخابات، واستخدموا ما يسمى بـ «الصناديق العمياء» للناخبين الذين لم يصوتوا لهم، حصلوا أيضًا على الأغلبية المطلقة في البرلمان، ما مكنهم من تكوين دولة يوغوسلافيا وفقًا لنموذجهم.

## السياسات والحكومة
اعتمدت جمهورية كرواتيا الشعبية دستورها الأول في عام 1947. واتبعت في عام 1953 «القانون الدستوري المتعلق بأساسيات التنظيم الاجتماعي والسياسي وأجهزة السلطة الجمهورية» وهو دستور جديد تمامًا. اعتمد الدستور الثاني (أو الثالث) في عام 1963، وتغير من خلاله اسم جمهورية كرواتيا الشعبية إلى جمهورية كرواتيا الاشتراكية. أجريت بعدها تعديلات دستورية رئيسة في عام 1971، اتبعت البلاد في 1974 دستوراً جديدًا أكد على أن جمهورية كرواتيا هي جزء من جمهورية يوغوسلافيا الاتحادية الاشتراكية. جميع الدساتير والتعديلات كانت معتمدة من قبل البرلمان الكرواتي. بعد قيام أول انتخابات برلمانية متعددة الأحزاب في أبريل عام 1990، أجرى البرلمان العديد من التغييرات الدستورية، وأسقط كلمة «اشتراكية» من الاسم الرسمي للجمهورية، وتغير من «جمهورية كرواتيا الاشتراكية» إلى «جمهورية كرواتيا». رفض البرلمان في 22 ديسمبر 1990 نظام الحزب الواحد الشيوعي واعتمد دستور كرواتيا الديمقراطي الليبرالي. وجاء إعلان الاستقلال بموجب هذا الدستور في 25 يونيو 1991، بعد استفتاء الاستقلال الكرواتي الذي أجري في 19 مايو 1991.